# Luca Longhi
Luca Longhi (Ravenne, 14 juin 1507 – 12 août 1580) est un peintre italien de la période maniériste, actif à Ravenne et sa région  où il a réalisé surtout des tableaux religieux et des portraits.

## Biographie
Luca Longhi a formé ses deux enfants, Francesco (1544–1618) et Barbara (1552–1638) qui a collaboré avec lui sur plusieurs de ses œuvres ultérieures, y compris Les Noces de Cana (1580), incorporant les propres portraits de Barbara et de Francesco Longhi.
En tant que portraitiste, il a peint de nombreux portraits de dignitaires locaux, patriciens et professions libérales de Ravenne.
Luca Longhi et sa fille Barbara figurent parmi les artistes mentionnés par Giorgio Vasari dans les Vite.

## Œuvres
- Le Mariage mystique de sainte Catherine avec les saints Sébastien, Jérôme, Roch et Benoît, 1529, huile sur toile, 165 × 124 cm, Pinacothèque communale, Ravenne[1]
- La Dame et la Licorne[2]
- Adoration des bergers[3]
- La Vierge à l'Enfant avec les saints Sébastien et Roch[4]
- La Vierge à l'Enfant trônant avec les saints François et Georges et  un donateur (1531), Musée communal, Santarcangelo di Romagna
- La Vierge glorieuse, Musée Condé
- Le Martyre de saint Ursicin, huile sur toile, 255 × 155 cm, Pinacothèque communale, Ravenne
- Sainte Agathe entre sainte Catherine d'Alexandrie et sainte Cécile (1546), basilique Sainte-Agathe-Majeure, Ravenne
- César Hercolani